# 強烈熱帶風暴碧利斯 (2006年)
強烈熱帶風暴碧利斯（英語：Severe Tropical Storm Bilis）, 在菲律賓被稱為熱帶風暴弗洛里塔（英語：Tropical Storm Florita），是個強度較弱的熱帶氣旋，但在2006年7月為菲律宾、臺灣和中国东南地区帶來災難性的破壞。「碧利斯」一名是由菲律宾提供，在他加祿語中意思為速度或迅速。
儘管從未正式達到颱風強度，碧利斯卻為菲律賓、臺灣和中華人民共和國造成$44億（2006年美元）的損失和859人死亡。大部分的損失是由大雨造成，大雨引發暴洪和山崩，更令香港需發出黑色暴雨警告。碧利斯淹沒的許多地區後來受到颱風格美、颱風派比安和颱風桑美的影響。

## 氣象歷史
7月7日，一場熱帶擾動在雅浦島東北方發展，並逐漸增強。聯合颱風警報中心（JTWC）於當天晚上發布熱帶氣旋形成警報（TCFA），當時系統正向西北移動。到7月8日，它已發展出足夠的對流，被聯合颱風警報中心和日本氣象廳（JMA）介定為熱帶低氣壓。該低氣壓繼續增強，並於7月9日早上被日本氣象廳升級為熱帶風暴碧利斯。當天晚上，聯合颱風警報中心亦將碧利斯升級為熱帶風暴。7月10日，碧利斯進入菲律賓大氣地球物理和天文服務管理局（PAGASA）的管轄範圍，並被歸類為熱帶風暴，命名為弗洛里塔。
在接下來的幾天裏，碧利斯整體上向西北方向移動並靠近臺灣，在開闊水域上空緩慢增強。7月11日，日本氣象廳將碧利斯升級為強烈熱帶風暴，但由於高空環境一般加上受乾空氣入侵，風暴在接下來的幾天裏並未能進一步增強。菲律賓大氣地球物理和天文服務管理局於7月12日將該系統升級至颱風標準，但日本氣象廳從未在其公告中正式承認系統達到颱風標準。當天晚上，碧利斯達到風力時速110公里的官方最高強度。
碧利斯於7月13日以風力時速102公里在臺灣北部的宜蘭縣頭城鎮首次登陸。橫越台灣北部後，碧利斯於7月14日凌晨以相同強度在中華人民共和國福建省宁德市霞浦县北壁镇第二次登陸，翌日在陸地上減弱為熱帶低氣壓。碧利斯在中国东南地区上空以熱帶低氣壓標準徘徊，隨後於7月16日退化為一殘留低氣壓。但日本氣象廳仍將該系統視為熱帶低氣壓，直至7月17日。儘管變成殘留低氣壓，碧利斯的殘留仍維持了數天，同時向西移動並橫過中華人民共和國上空，為內陸地區帶來暴雨。

## 防災措施

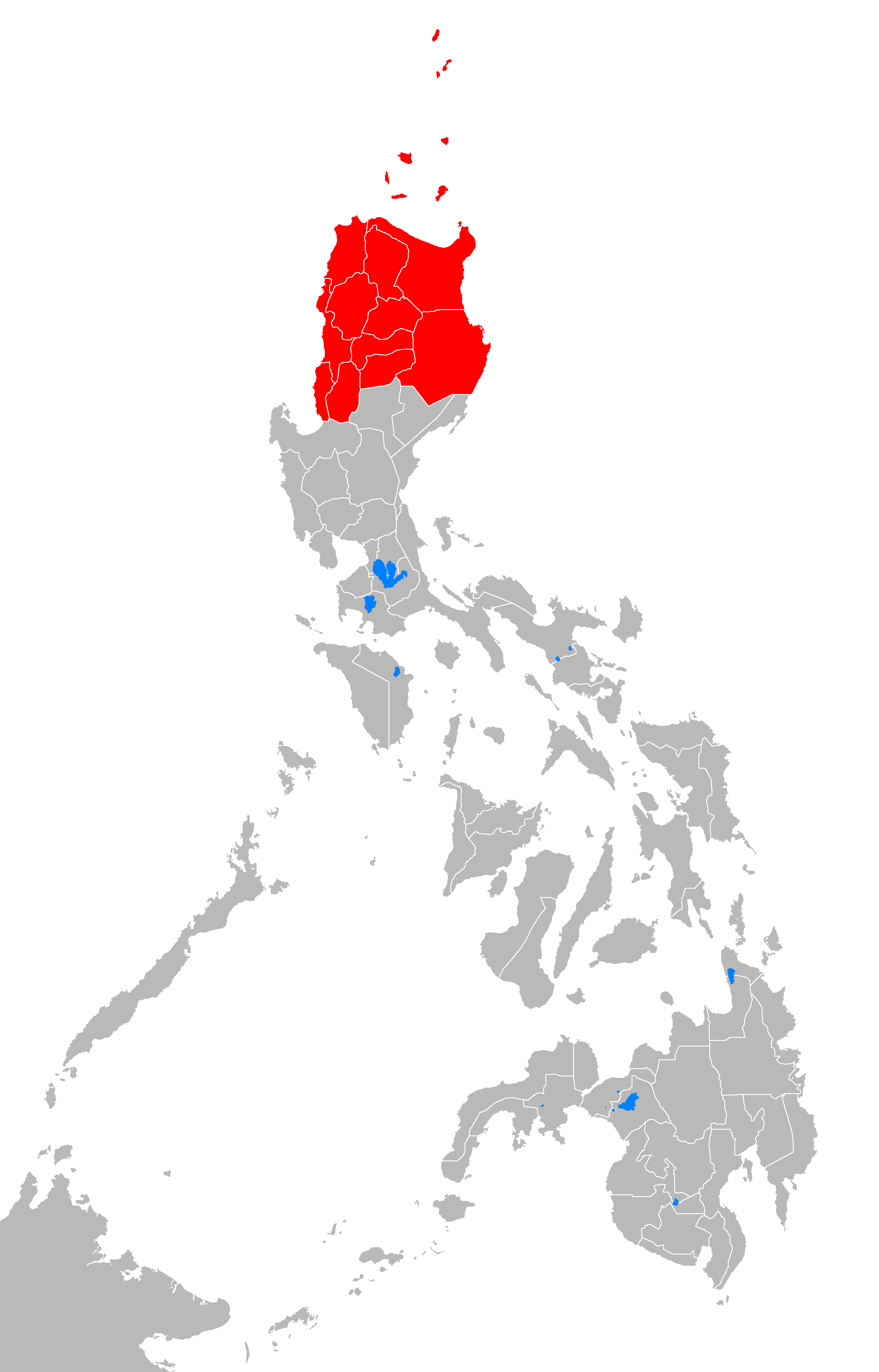
菲律賓針對熱帶風暴弗洛里塔發出風暴信號的省份。

7月13日，菲律賓大氣地球物理和天文服務管理局向巴丹群島和卡拉延群島發布三號風暴信號，警告風速可達每小時100至185公里。呂宋北部，包括卡加延省的其餘地區、北伊羅戈省和阿巴堯省，發布二號風暴信號，表示風速可達每小時60至100公里。呂宋中部大部分地區，包括科迪勒拉行政區的大部分地區和伊羅戈區的北半部，發布一號風暴信號，表示風速可達每小時30至60公里。
7月11日，福建省氣象台就向該省發布颱風警報，比碧利斯的最終登陸還要早。為回應這一警告，官員們從湖南省疏散超過80萬人，從浙江省疏散7萬人。此外，福建省25.6萬名漁民和工人被逼撤離，4.2萬艘船舶被勒令返港。在上海市，疏散造成鐵路和公共汽車嚴重延誤，進出城市的210多個航班在風暴登陸後被取消。
因應碧利斯的彯響，交通部中央氣象局在7月12日凌晨2時半針對臺灣東北和東南部海面，以及巴士海峽發布海上颱風警報。隨着碧利斯進一步靠近，交通部中央氣象局在當日早上8時半針對花蓮縣、宜蘭縣、臺東縣、綠島、蘭嶼、基隆市、臺北市、桃園縣、新竹縣及苗栗縣發布陸上颱風警報。警報隨後進一步擴大至臺灣全島以及澎湖縣、東沙島、馬祖和金門縣。在碧利斯登陸並遠離臺灣後，交通部中央氣象局在7月14日晚上11時半解除陸上颱風警報，而海上颱風警報亦在翌日凌晨2時半解除。交通部中央氣象局亦在7月11日開展飛機投落送觀測，合共進行15次，其中一次位於風暴中心的東北方錄得海平面風速每秒24.8米（約每小時89公里）。
交通部中央氣象局在針對碧利斯發布颱風警報期間，也預警碧利斯可能挾帶的西南氣流雨勢，亦進一步指出中南部山區應嚴防坍方落石、土石流及山洪爆發，低窪地區要慎防淹水。隨後在解除碧利斯的颱風警報後轉而發布豪雨特報，同時也指出較強陣風主要出現在沿海地區。最終，交通部中央氣象局在7月17日指出，台灣地區的降雨強度與範圍自18日將逐步縮小，並於19日恢復為典型的夏季天氣型態。

## 影響

### 菲律賓
最強風力和最大降雨集中在碧利斯中心的南側和東側，其外圍雨帶橫掃菲律宾呂宋，引發暴雨、暴洪和山泥傾瀉，陣風達熱帶風暴風力。碧利斯造成4,500萬披索損失和至少14人死亡，其中碧瑶市有三人死亡，马尼拉地區則有六人喪生。

### 臺灣

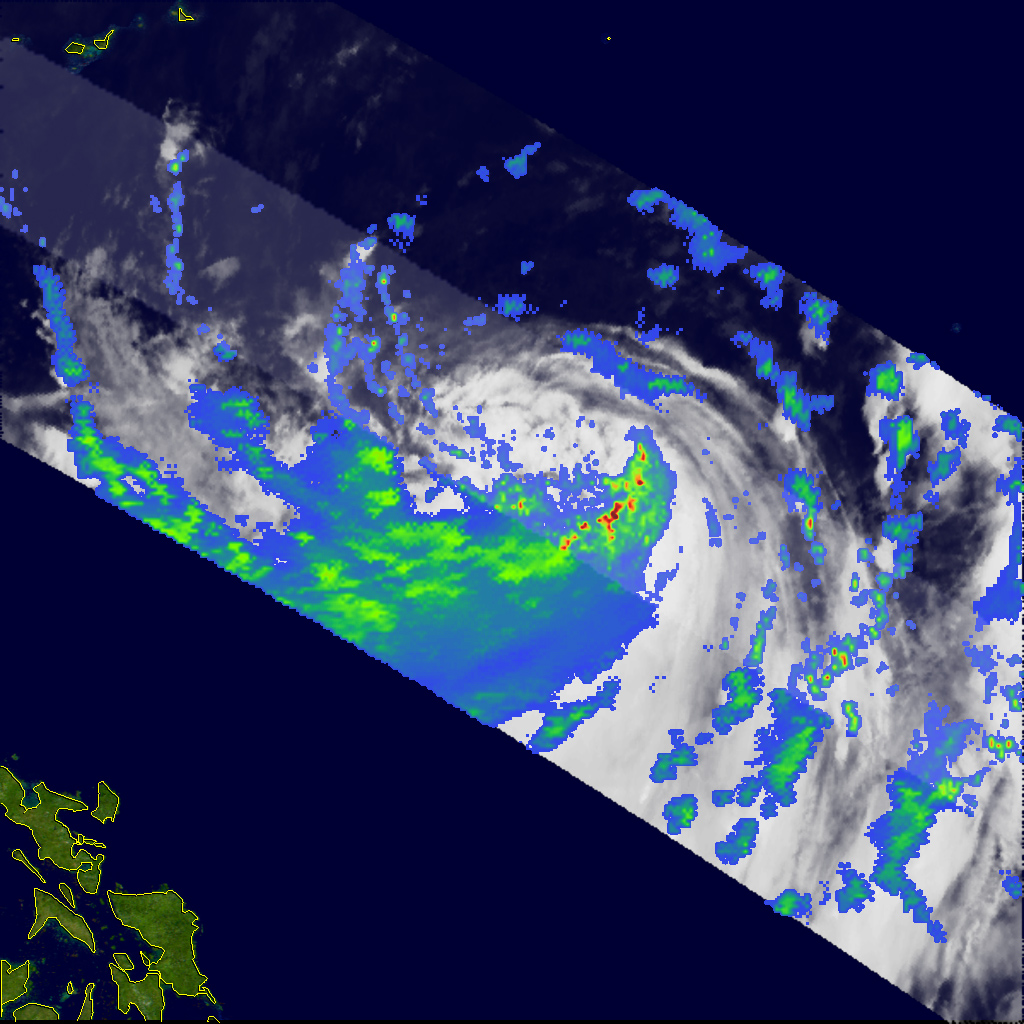
碧利斯的熱帶降雨測量任務（TRMM）圖像，顯示其不對稱的降雨分佈

全臺共157公頃的農地受損，主要受損的農作物為茶、甘藍及結球白菜，初步統計農業損失為364萬元新臺幣。往返金門縣到厦门市的航線在7月14日停航，而往返金門縣到泉州市的航線在7月13日至14日停航。航空方面，立榮、遠東、復興和華信四家航空公司合共取消26個航班。行政院衛生署疾病管制局則表示登革熱病媒蚊密度受颱風影響而有顯著上升之勢，並一度達到全臺疫情爆發之臨界點。
蘭嶼錄得最高持續風速每秒31米（約每小時112公里），最高陣風為每秒47.7米（約每小時172公里）。受颱風及其挾帶西南氣流影響，高雄市錄得最大一小時降水量69.5毫米，阿里山的總降雨量達789毫米。臺灣南部各地受水災影響，合計24條道路中斷，其中苗栗縣蘭勢大橋、雲林縣古坑鄉149甲線、嘉義縣阿里山鄉台18線以及阿里山森林鐵路、高雄縣茂林鄉高132線以及桃源鄉台20線、屏東縣霧台鄉台24線均傳出路段中斷。其中屏東縣上德文站的總降雨量達1,053毫米，為全臺最高。臺東縣卑南鄉龍泉溪上游因連日大雨，再加上早前臺東縣成功鎮發生地震，導致大量泥石從山壁落下，崩落之泥石在河道上堆積成高約50米，形成一天然土石壩，堵塞河道並形成堰塞湖。本次崩塌面積約12.9公頃，崩塌平均厚度約3米。高雄縣及屏東縣多處鄉鎮由於東港溪、林邊溪等河川水位暴漲，沿海地區出現海水倒灌。臺南縣麻豆鎮出現龍捲風，5戶房屋因此受損。2.6萬戶受其影響而停電，農業損失約1.8億元新臺幣。
罹難人數方面，一艘中国大陸籍漁船在馬祖島擱淺，造成船上兩名漁民身亡；臺北市一名男子受強風影響而觸電身亡；高雄縣有兩人遭洪水沖入阿公店溪身亡；屏東縣陸軍航空特戰司令部一名黃姓少校在巡視營區時慘遭大樹壓死；臺南縣玉井鄉一輛自駕車行經台20線時，因路面積水導致車輛失控，結果不慎撞上擋土牆角，當場造成車內兩人身亡。惟據中華民國政府官方統計僅有四人罹難。
猛澳港及青帆港受到碧利斯所挾帶的西南氣流影響，因瞬間陣風達十級而停靠不易，為顧及航安及旅客安全都宣布停航，但連江縣政府仍針對小三通決定開船，但只搭載十四名旅客。而金門縣政府港務處則在7月17日表示，在大、二膽島附近航道，風浪達八級，浪高四、五公尺，獲廈門市政府通知封港，小三通「金廈航線」停航一天，應而改透過「金泉航線」通航自泉州石井港疏運至廈門，並創下單日輸運量最高紀錄，而「金廈航線」直至7月18日恢復通航。

### 中華人民共和國
風暴在中華人民共和國福建省第二次登陸，該省是受熱帶氣旋影響最嚴重的省份。該系統共造成92人死亡以及30億元人民币的損失，其中大部分是由水災所造成。全省的學校和旅遊景點關閉了數天。全省共402.8萬人、面積17,597平方公里的土地受到影響，風暴導致該省51.9萬人需要疏散。
水災已在广西壮族自治区東部及广东省分別造成39人及183人死亡。云南省的暴洪沖毀一間修路工人的小屋，造成八人死亡。廣東省一氣象站報告五小時降雨量總計達360.6毫米。在浙江省，碧利斯的強風和暴雨造成損失6.94億元人民幣的損失，該省的陣風達時速150公里。
中國大陸主要鐵路——京广铁路的多個路段因水災和山泥傾瀉而受阻，造成多班列車延誤和改道。乐昌市一列火車被洪水包圍，乘客被迫疏散至附近學校。至少274班列車受到影響，列車公司退還近200萬張車票。經過三天的搶修工作，鐵路服務於7月18日恢復正常。已处于半废弃状态的原粤汉铁路坪石至乐昌段也被冲毁。
湖南省出現重大災害，嚴重水災和泥石流摧毀31,000多座房屋，造成526人死亡。大多數破壞和死亡出現在资兴市，當地官員報告說，這是該地區過去100年來最嚴重的水災，並稱死亡人數是「史無前例」地多。碧利斯在中國東南地區合共造成843人死亡，208人失蹤、損失達$44億（2006年美元）。

## 善後

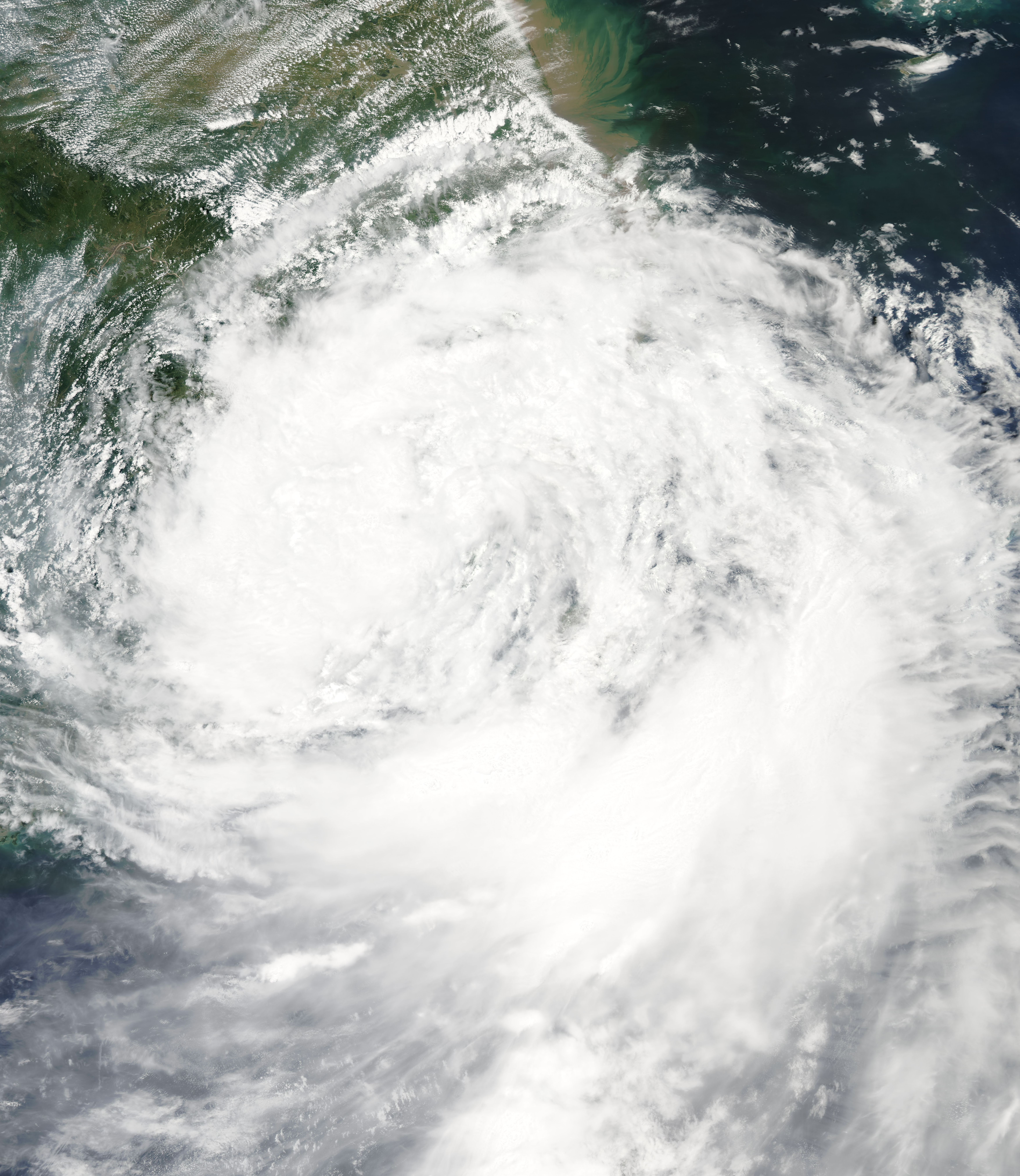
7月14日，位於华东地区上空的強烈熱帶風暴碧利斯

碧利斯及其引發的水災導致超過40萬人無家可歸，面對不斷上漲的水位，還有超過295萬人被迫疏散。風暴過後，中国红十字会向避難所內的10萬多名居民提供食物、毯子和淨水包。由於云南省發生地震以及受另外三個比碧利斯更強的熱帶氣旋（颱風格美、颱風派比安和颱風桑美）影響，加劇了該區的災情。
由於湖南省報告的死亡人數在幾個小時內突然大幅增加，中華人民共和國政府官員指責當地官員隱瞞損失和傷亡細節。民政部派出工作組赴湖南省調查，並下發通知，對隱瞞損毀情況的官員嚴肅追究責任。
中国气象局在風暴過後發布新聞稿，給出造成大範圍破壞的四個原因。首先，風暴在登陸後減速，並在向西微南移動的同時維持熱帶氣旋的標準長達120小時。其次，風暴並不對稱，降雨主要集中在南半圓。此外，風暴與南海活躍的季候風相互作用，香港天文台報告1小時總降雨量達115.1毫米，創下新紀錄。最後，風暴前的降雨使該區比正常更加潮濕，更容易發生水災。
2006年12月，在马尼拉舉行的亞太經社會／世界气象组织颱風委員會第39屆年會上，「碧利斯」這個名稱與其餘四個名稱一起被除名。2007年12月，委員會選擇「馬力斯」這個名字，並在2008年開始的西北太平洋熱帶氣旋名稱列表中取代碧利斯。

## 外部連結
- 東京區域專責氣象中心——颱風中心
  - 強烈熱帶風暴碧利斯（0604）的最佳路徑數據（页面存档备份，存于） （日語）
  - 強烈熱帶風暴碧利斯（0604）的最佳路徑數據（圖像）（页面存档备份，存于） （英語）
  - 最佳路徑數據（文本）（页面存档备份，存于）
- 聯合颱風警報中心有關第五[] 错误：{{Lang}}：无文本（帮助）W號熱帶風暴（碧利斯）的最佳路徑數據（页面存档备份，存于） （英語）